# Chthonius caprai
Espèce
Chthonius caprai est une espèce de pseudoscorpions de la famille des Chthoniidae.

## Distribution
Cette espèce est endémique de Ligurie en Italie. Elle se rencontre vers Portofino.

## Publication originale
- Gardini, 1977 : Chthonius (Neochthonius) caprai, n. sp., della Liguria orientale. (Note sugli Pseudoscorpioni d'Italia. IV). Memorie della Società Entomologica Italiana, vol. 55, p. 216-222.